# 2R-Hypothese
Die 2R-Hypothese (von englisch 2 rounds hypothesis ‚2-Runden-Hypothese‘, auch Ohno-Hypothese) ist eine Theorie zur Entstehung von Genduplikationen in den Genomen von Wirbeltieren.

## Eigenschaften

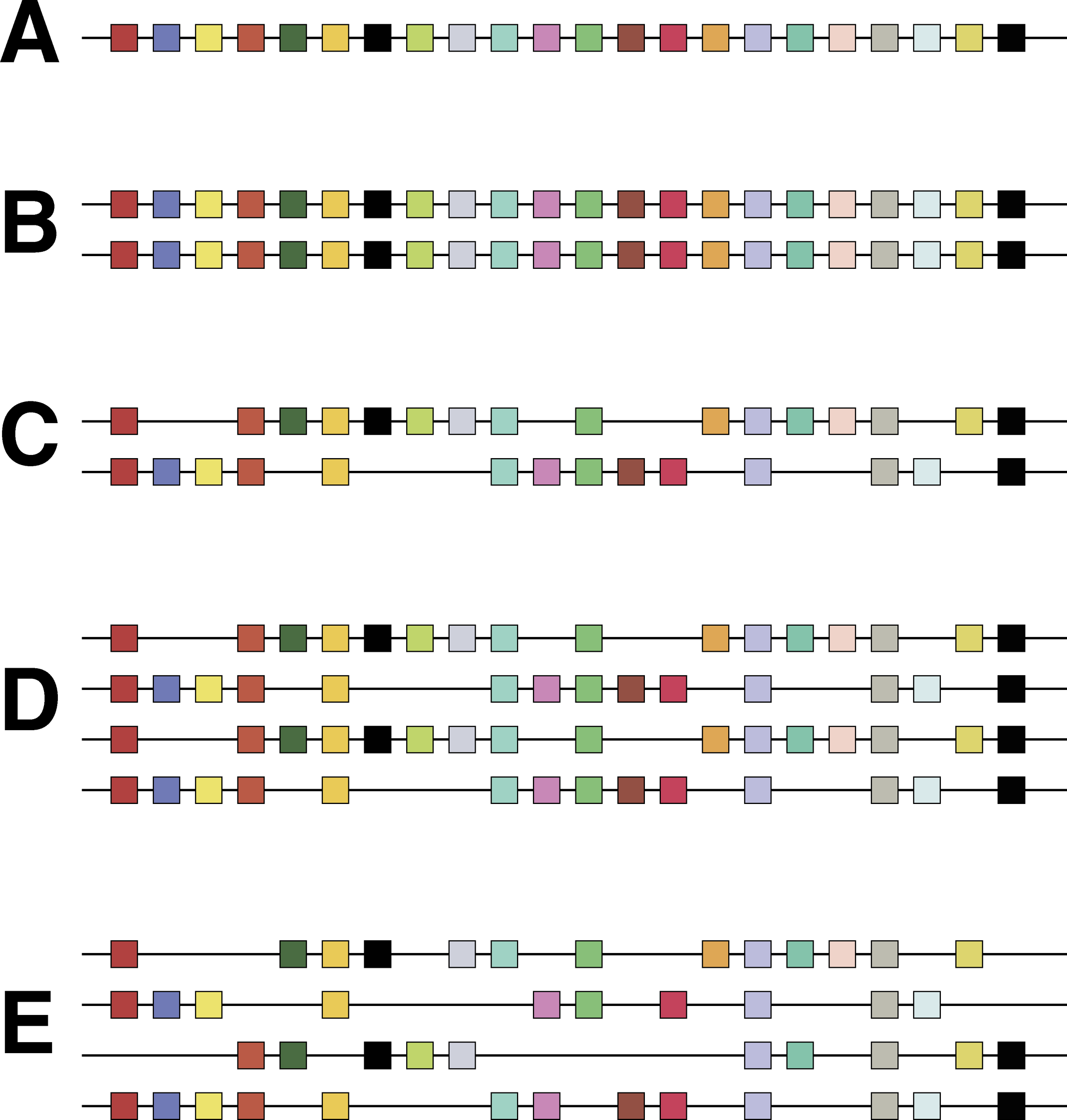
Vorausgesagtes Muster der Position paraloger Gene bei zwei Genomduplikationen

Die 2R-Hypothese wurde 1970 durch Susumu Ohno aufgestellt, die Bezeichnung entstand jedoch erst 1999. Sie besagt, dass im Laufe der Evolution das Genom der frühen Wirbeltiervorläufer zwei Runden der Genomduplikation durchlaufen hat. Ohno stellte seine Hypothese anhand von Genomgrößen und der Anzahl an Isozymen auf, später fügte er noch als weiteres Argument die fehlende Genkopplung bei einigen paralogen Genen hinzu, welche bei einer Genduplikation auf demselben DNA-Molekül auftritt. Seine Beobachtung wurde 1993 durch die Charakterisierung paraloger Gene in Mäusen untermauert. Die Duplikationen fanden vermutlich nach der Trennung der Wirbeltiere von den Manteltieren und Amphioxus statt, vor etwa 450 bis 550 Millionen Jahren.
Die Gegenhypothese geht hingegen von einer Serie von Genduplikationen mit Crossing-over aus.